# Веселы, Йиндржих (политик)
Йиндржих Веселы (чеш. Jindřich Veselý; 12 июля 1906[…], Ждяр-над-Сазавоу — 20 марта 1964, Прага) — чехословацкий коммунистический политик, историк и дипломат, в 1945—1950 — заместитель министра внутренних дел, в 1948—1950 — начальник Службы госбезопасности (StB). Играл видную роль в репрессивном аппарате режима Клемента Готвальда. В 1962 — посол ЧССР в НРБ. Дважды пытался покончить жизнь самоубийством, второй раз — успешно.

## Коммунистический активист
Родился в рабочей семье. Окончив школу, обучался коммерции. Работал в муниципальном кооперативе Брно.
Йиндржих Веселы придерживался коммунистических взглядов, состоял в Компартии Чехословакии (КПЧ). В 1930 посетил СССР. С 1931 — сотрудник отделения МОПР в Праге, в 1936—1939 возглавлял чехословацкую структуру МОПР. Был помощником депутата парламента от КПЧ Яна Водички.
При нацистской оккупации Йиндржих Веселы был арестован гестапо и заключён в концлагерь. Все годы Второй мировой войны провёл в Бухенвальде.

## Начальник госбезопасности
После освобождения в 1945 Йиндржих Веселы занял высокое положение в партийном аппарате КПЧ. Был назначен заместителем министра внутренних дел коммуниста Вацлава Носека.
Йиндржих Веселы играл видную роль в репрессивном аппарате режима Клемента Готвальда. Он стал первым начальником Службы государственной безопасности (StB) после февральского переворота 1948 (когда StB получила расширенные полномочия). Состоял в Комиссии по безопасности ЦК КПЧ, тесно сотрудничал с Карелом Швабом. На период руководства Веселы пришлись многочисленные аресты и приговоры по политическим обвинениям, подавление антикоммунистических выступлений, преследования католической церкви. Известны эпизоды, когда Веселы лично определял судьбы арестованных и отказывал в смягчении.
В 1950 заметно пошатнулось положение Носека в иерархии КПЧ. Из ведения МВД были изъяты госбезопасность и полиция и переданы в Министерство национальной безопасности Чехословакии. Произошли антиправительственные забастовочные выступления. Веселы находился под постоянным контролем и наблюдением советских инструкторов, сильно опасался репрессий. 5 марта 1950 В состоянии психической неустойчивости Веселы попытался совершить самоубийство, выпрыгнув из окна пражского Музея рабочего движения, однако остался жив.
Одним из последних приказов Веселы как начальника StB стало распоряжение направить в детский приют сына репрессированного начальника разведслужбы Зденека Томана и оставить Томана-старшего в неведении о судьбе его родных. Жена Томана вскоре покончила с собой. Сам Томан сумел бежать, и сокрытие информации о жене и ребёнке являлось методом шантажа.
После попытки суицида Йиндржих Веселы был отстранён от руководства StB и заменён Освальдом Заводским (вскоре Заводский был арестован по делу Сланского и казнён в 1954). Карьера Веселы в репрессивных органах на этом завершилась.

## Идеолог, дипломат, самоубийца
С января 1951 Йиндржих Веселы — функционер идеологического аппарата ЦК КПЧ. Курировал Институт истории партии (впоследствии — Институт марксизма-ленинизма). Автор ряда сочинений, излагающих официальную версию истории КПЧ — об основании партии, о чехословацких «красных легионерах» российской гражданской войны, о февральских событиях 1948 года.
В начале января 1962 Йиндржих Веселы поступил на службу в МИД ЧССР. Был назначен послом в НРБ, но уже в мае решил прекратить дипломатическую деятельность и в августе вернулся в Чехословакию.
Последние годы Йиндржих Веселы был сотрудником Института истории партии. Окончил также Пражский экономический университет.
20 марта 1964 Йиндржих Веселы покончил с собой, не оставив каких-либо объяснений.